# (4931) Томск
(4931) Томск (лат. Tomsk) — астероид главного пояса, который был открыт 11 февраля 1983 года итальянским астрономом Джованни де Санктисом и бельгийским астрономом Анри Дебеонем в обсерватории Ла-Силья и назван в честь российского города Томск.
- Орбита астероида Томск и его положение в Солнечной системе

«ASTEROID 4931 TOMSK» — одна из миллиона надписей, выгравированных на чипе космического аппарата НАСА «Стардаст», запущенного 7 февраля 1999 года.